# 그린랜드 (놀이공원)

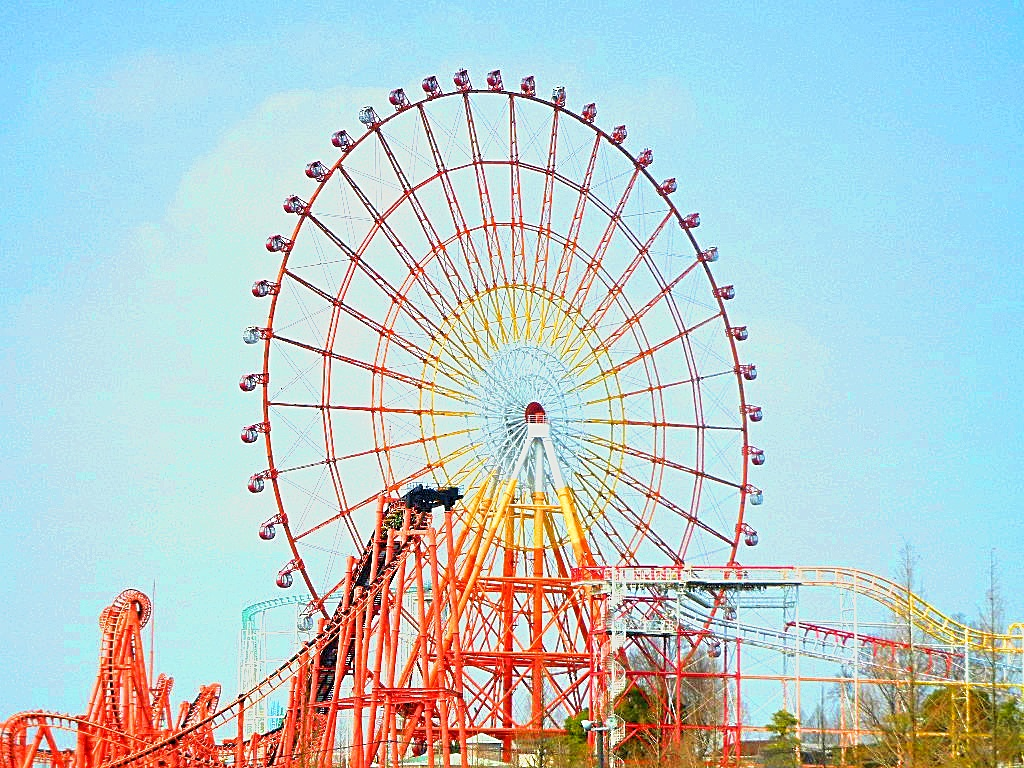
그린랜드

그린랜드(일본어: グリーンランド 그린란도[*])는 일본 구마모토현 아라오시에 있는 놀이공원이다. 규슈 최대의 놀이 공원이며 총 면적 300만 m²의 광대한 부지에 놀이 공원, 골프장, 호텔을 운영하고있다. 2024년 3월 1일 UA-JAPAN RECORDS에서 「일본에서 놀이기구가 가장 많은 놀이공원」으로 인정받았다.